# Xã Poweshiek, Quận Jasper, Iowa
Xã Poweshiek (tiếng Anh: Poweshiek Township) là một xã thuộc quận Jasper, tiểu bang Iowa, Hoa Kỳ. Năm 2010, dân số của xã này là 1.149 người.